# Abertura do centro
A Abertura do Centro é uma abertura de xadrez caracterizada pelos lances:
1.e4 e5
2.d4 exd4
O próximo movimento das brancas geralmente é 3.Dxd4, que quase sempre é respondido com 3...Cc6, desenvolvendo-se com ganho de tempo devido ao ataque à Dama branca.
Esta abertura é uma das mais antigas do qual se tem conhecimento já tendo sido citada por Polerio em 1590 e Stamma em 1737. Hoje em dia, é pouco jogada, pois não dá nenhuma vantagem às brancas. Mieses, Tartakower e Spielmann foram os últimos jogadores fortes que adotaram-na. Depois, Shabalov, Shirov, Adams, Judit Polgar e Morozevich estudaram-na.
O plano branco é eliminar o peão preto de 'e5' e deixar a coluna 'd' semi-aberta, mas, com a saída prematura da dama, permite ao preto desenvolver seu cavalo com ganho de tempo.

## Variantes principais
Após 1.e4 e5 2.d4 exd4, as principais linhas são:
- 3.Dxd4 Cc6
  - 4.De3 (variante principal)
    - 4...Cf6
    - 4...Bb4+
    - 4...g6

  - 4.Da4 (Defesa Escandinava invertida)
- 3.Cf3
  - 3...Bc5 (indicada por Alekhine)
  - 3...Cc6 (transpondo para Abertura Escocesa)
  - 3...Cf6 (transpondo para Defesa Petroff, Variante Steinitz)
  - 3...d6 (transpondo para Defesa Philidor)
- 3.c3 (Gambito Dinamarquês)
- 3.f4?! (Gambito Halasz)

O Gambito Halasz (3.f4?!) é uma jogada rara. Tem esse nome porque foi jogado pelo enxadrista húngaro György Halasz em uma partida de xadrez postal.
O Gambito Dinamarquês, em que as brancas oferecem um peão com 3.c3, é considerado uma abertura separada.
Uma ideia é recapturar o peão preto de 'd4' com 3.Cf3, mas esse lance também é raro. Agora as negras podem transpor, com segurança, para a Abertura Escocesa (com 3...Cc6), para a Defesa Petroff (com 3...Cf6), para a Defesa Philidor (com 3...d6) ou seguir a linha recomendada por Alekhine (3...Bc5 4.Cxd4 Cf6, e se 5.e5, 5...De7)
Mas a variante principal é 3.Dxd4 Cc6. Agora as brancas tem que escolher para qual casa vai recuar sua dama. 4.Da4 é considerado como uma Defesa Escandinava (1.e4 d5 2.exd4 Dxd4 3.Cc3 Da5) invertida, mas não é muito jogado. 4.De3 é a variante mais popular, pois futuramente poderá ir para 'g3', fazendo pressão sobre o peão de 'g7'. Após 4.De3, as melhores continuações para as negras são 4...Cf6, 4...g6 e 4...Bb4+.